# 1997 a filmművészetben

## Események
- január – Bemutatják a Csillagok háborúja felújított, bővített változatát. Az érdeklődés rekordot döntő.
- nyár – Megkezdik a Csillagok háborúja I: Baljós árnyak forgatását.
- november – A kínai kormány betiltja a Disney, a Sony és az MGM amerikai filmgyártó cégek működését Kínában. Az indok: a Kundun, a Hét év Tibetben, és a Vörös sarok című filmek torz képet festenek az országról.

## Sikerfilmek
| #  | cím                               | stúdió          | összbevétel    | észak-amerikai bevétel | gyártási költség |
| -- | --------------------------------- | --------------- | -------------- | ---------------------- | ---------------- |
| 1  | Titanic                           | Paramount       | $1 843 201 268 | $600 788 188           | $200 000         |
| 2  | Az elveszett világ: Jurassic Park | Universal       | $618 638 999   | $229 086 679           | $73 000          |
| 3  | Men in Black – Sötét zsaruk       | Sony            | $589 390 539   | $250 690 539           | $90 000          |
| 4  | A holnap markában                 | MGM             | $333 011 068   | $125 304 276           | $110 000         |
| 5  | Az elnök különgépe                | Sony            | $315 156 409   | $172 956 409           | $85 000          |
| 6  | Lesz ez még így se!               | Sony            | $314 178 011   | $148 478 011           | $50 000          |
| 7  | Hanta boy                         | Universal       | $302 710 615   | $181 410 615           | $45 000          |
| 8  | Álljon meg a nászmenet!           | Sony            | $299 288 605   | $127 120 029           | $38 000          |
| 9  | Az ötödik elem                    | Sony            | $263 920 180   | $63 820 180            | $90 000          |
| 10 | Alul semmi                        | Fox Searchlight | $257 850 122   | $45 950 122            | $3 500 000       |

## Filmbemutatók

### Magyar filmek
| Cím                           | Rendező                    |
| ----------------------------- | -------------------------- |
| Balekok és banditák           | Bacsó Péter                |
| Csinibaba                     | Tímár Péter                |
| Derengő                       | Sopsits Árpád              |
| Franciska vasárnapjai         | Simó Sándor                |
| Gyilkos kedv                  | Erdőss Pál                 |
| Hosszú alkony                 | Janisch Attila             |
| A játékos                     | Makk Károly                |
| Kárhozat                      | Bernáth Zsolt              |
| A miniszter félrelép          | Kern András, Koltai Róbert |
| Retúr                         | Palásthy György            |
| Romani Kris – Cigánytörvény   | Gyöngyössy Bence           |
| Az út                         | Moldoványi Ferenc          |
| A vád                         | Sára Sándor                |
| A világ legkisebb alapítványa | Kardos Ferenc              |
| Wittman fiúk                  | Szász János                |

### Észak-amerikai, országos bemutatók
január – december

| Magyar cím                                   | Eredeti cím                                 | Rendező                       | Stúdió / Forgalmazó           | [ 8 ] |
| -------------------------------------------- | ------------------------------------------- | ----------------------------- | ----------------------------- | ----- |
| 187                                          | 187                                         | Kevin Reynolds                | Warner Bros.                  |       |
| Acélzsaru                                    | Steel                                       | Kenneth Johnson               | Warner Bros.                  |       |
| Ál/arc                                       | Face/Off                                    | John Woo                      | Paramount Pictures            |       |
| Alien 4. – Feltámad a Halál                  | Alien: Resurrection                         | Jean-Pierre Jeunet            | 20th Century Fox              |       |
| Államérdek                                   | Absolute Power                              | Clint Eastwood                | Sony / Columbia               |       |
| Álljon meg a nászmenet!                      | My Best Friend's Wedding                    | P. J. Hogan                   | Sony / Columbia               |       |
| Álmodik a nyomor                             | B*A*P*S                                     | Robert Townsend               | New Line Cinema               |       |
| Alul semmi                                   | The Full Monty                              | Peter Cattaneo                | Fox Searchlight               |       |
| Amikor a farok csóválja…                     | Wag the Dog                                 | Barry Levinson                | New Line Cinema               |       |
| Amistad                                      | Amistad                                     | Steven Spielberg              | DreamWorks Pictures           |       |
| Anakonda                                     | Anaconda                                    | Luis Llosa                    | Sony / Columbia               |       |
| Anasztázia                                   | Anastasia                                   | Don Bluth és Gary Goldman     | 20th Century Fox              |       |
| Az Angyal                                    | The Saint                                   | Phillip Noyce                 | Paramount Pictures            |       |
| Apák napja                                   | Father's Day                                | Ivan Reitman                  | Warner Bros.                  |       |
|                                              | The Apostle                                 | Robert Duvall                 | October Films                 |       |
| Árnyék-összeesküvés                          | Shadow Conspiracy                           | George P. Cosmatos            | Buena Vista                   |       |
| Batman és Robin                              | Batman & Robin                              | Joel Schumacher               | Warner Bros.                  |       |
| Bean: Az igazi katasztrófafilm               | Bean                                        | Mel Smith                     | Gramercy Pictures             |       |
| A bestia                                     | The Relic                                   | Peter Hyams                   | Paramount Pictures            |       |
| Beverly Hills-i nindzsa                      | Beverly Hills Ninja                         | Dennis Dugan                  | Sony / Columbia               |       |
| A Birodalom visszavág (felújított változat)  | The Empire Strikes Back (Special Edition)   | Irvin Kershner                | 20th Century Fox              |       |
| Bízd csak Beaverre!                          | Leave It to Beaver                          | Andy Cadiff                   | Universal Pictures            |       |
| A boldogító nem                              | In & Out                                    | Frank Oz                      | Paramount Pictures            |       |
| Bolond szél fúj                              | Fools Rush In                               | Andy Tennant                  | Sony / Columbia               |       |
| Boogie Nights                                | Boogie Nights                               | Paul Thomas Anderson          | New Line Cinema               |       |
| Botránytévé                                  | Meet Wally Sparks                           | Peter Baldwin                 | Trimark Pictures              |       |
| Bűnös szándék                                | Gang Related                                | Jim Kouf                      | Metro-Goldwyn-Mayer           |       |
| Con Air – A fegyencjárat                     | Con Air                                     | Simon West                    | Buena Vista                   |       |
| Cop Land                                     | Cop Land                                    | James Mangold                 | Miramax\|Miramax Films        |       |
| Csalimadarak                                 | Gone Fishin'                                | Christopher Cain              | Buena Vista                   |       |
| Csillagközi invázió                          | Starship Troopers                           | Paul Verhoeven                | Sony / Columbia               |       |
| Csillagok háborúja (felújított változat)     | Star Wars (Special Edition)                 | George Lucas                  | 20th Century Fox              |       |
| Csiri bá!                                    | A Simple Wish                               | Michael Ritchie               | Universal Pictures            |       |
| Dalok szárnyán                               | Selena                                      | Gregory Nava                  | Warner Bros.                  |       |
| Dante pokla                                  | Dante's Peak                                | Roger Donaldson               | Universal Pictures            |       |
| Dzsungelből dzsungelbe                       | Jungle 2 Jungle                             | John Pasquin                  | Buena Vista                   |       |
| Ebadta delfin                                | Zeus and Roxanne                            | George Miller                 | Metro-Goldwyn-Mayer           |       |
| Egértanya                                    | Mousehunt                                   | Gore Verbinski                | DreamWorks Pictures           |       |
| Egy amerikai farkasember Párizsban           | An American Werewolf in Paris               | Anthony Waller                | Buena Vista                   |       |
| Egyedül nem megy!                            | Trial and Error                             | Jonathan Lynn                 | New Line Cinema               |       |
| Éjfél a jó és a rossz kertjében              | Midnight in the Garden of Good & Evil       | Clint Eastwood                | Warner Bros.                  |       |
| Életem szerelme                              | She's So Lovely                             | Nick Cassavetes               | Miramax Films                 |       |
| Az élet sója                                 | A Life Less Ordinary                        | Danny Boyle                   | 20th Century Fox              |       |
| Az elnök különgépe                           | Air Force One                               | Wolfgang Petersen             | Sony / Columbia               |       |
| Első csapás                                  | Ging chaat goo si 4: Ji gaan daan yam mo    | Stanley Tong                  | New Line Cinema               |       |
| Az elveszett világ: Jurassic Park            | The Lost World: Jurassic Park               | Steven Spielberg              | Universal Pictures            |       |
| Az ember, aki túl keveset tudott             | The Man Who Knew Too Little                 | Jon Amiel                     | Warner Bros.                  |       |
| Az esőcsináló                                | The Rainmaker                               | Francis Ford Coppola          | Paramount Pictures            |       |
|                                              | Eve's Bayou                                 | Kasi Lemmons                  | Trimark Pictures              |       |
| Ezer hold                                    | A Thousand Acres                            | Jocelyn Moorhouse             | Buena Vista                   |       |
| Fedőneve: Donnie Brasco                      | Donnie Brasco                               | Mike Newell                   | Sony / Columbia               |       |
| Féktelenül 2. – Teljes gőzzel                | Speed 2: Cruise Control                     | Jan de Bont                   | 20th Century Fox              |       |
| A félelem országútján                        | Breakdown                                   | Jonathan Mostow               | Paramount Pictures            |       |
| Fészkes fenevadak                            | Fierce Creatures                            | Fred Schepisi és Robert Young | Universal Pictures            |       |
| Flubber – A szórakozott professzor           | Flubber                                     | Les Mayfield                  | Buena Vista                   |       |
| Fránya macska                                | That Darn Cat                               | Bob Spiers                    | Buena Vista                   |       |
| Gattaca                                      | Gattaca                                     | Andrew Niccol                 | Sony / Columbia               |       |
| Gengszter                                    | Hoodlum                                     | Bill Duke                     | Metro-Goldwyn-Mayer           |       |
| G.I. Jane                                    | G.I. Jane                                   | Ridley Scott                  | Buena Vista                   |       |
| Good Will Hunting                            | Good Will Hunting                           | Gus Van Sant                  | Miramax Films                 |       |
| Gyilkosság a Fehér Házban                    | Murder at 1600                              | Dwight H. Little              | Warner Bros.                  |       |
| A gyűjtő                                     | Kiss the Girls                              | Gary Fleder                   | Paramount Pictures            |       |
| Halálhajó                                    | Event Horizon                               | Paul W. S. Anderson           | Paramount Pictures            |       |
| Halálkanyar                                  | Switchback                                  | Jeb Stuart                    | Paramount Pictures            |       |
| Halálkanyar                                  | U-Turn                                      | Oliver Stone                  | Sony / Columbia               |       |
| Halálmester                                  | Wishmaster                                  | Robert Kurtzman               | Live Entertainment            |       |
| Hamm Burger                                  | Good Burger                                 | Brian Robbins                 | Paramount Pictures            |       |
| Hanta boy                                    | Liar Liar                                   | Tom Shadyac                   | Universal Pictures            |       |
| Három a nagylány                             | Inventing the Abbotts                       | Pat O'Connor                  | 20th Century Fox              |       |
| Házasságszerzők                              | The Matchmaker                              | Mark Joffe                    | Gramercy Pictures             |       |
| Herkules                                     | Hercules                                    | Ron Clements és John Musker   | Buena Vista                   |       |
| Hét év Tibetben                              | Seven Years in Tibet                        | Jean-Jacques Annaud           | Sony / Columbia               |       |
| A holnap markában                            | Tomorrow Never Dies                         | Roger Spottiswoode            | Metro-Goldwyn-Mayer           |       |
| Időszámításom előtt                          | Til There Was You                           | Scott Winant                  | Paramount Pictures            |       |
| Igaz tündérmese                              | Fairy Tale: A True Story                    | Charles Sturridge             | Paramount Pictures            |       |
| Intim részek                                 | Private Parts                               | Betty Thomas                  | Paramount Pictures            |       |
| Az istenek fegyverzete II.: A Kondor-akció   | Fei ying gai wak                            | Jackie Chan                   | Miramax Films                 |       |
| Istent játszva                               | Playing God                                 | Andy Wilson                   | Buena Vista                   |       |
| Jackie Brown                                 | Jackie Brown                                | Quentin Tarantino             | Miramax Films                 |       |
| Játsz/ma                                     | The Game                                    | David Fincher                 | PolyGram Filmed Entertainment |       |
| A jedi visszatér (felújított változat)       | Return of the Jedi (Special Edition)        | Richard Marquand              | 20th Century Fox              |       |
| A jövő hírnöke                               | The Postman                                 | Kevin Costner                 | Warner Bros.                  |       |
| Kapcsolat                                    | Contact                                     | Robert Zemeckis               | Warner Bros.                  |       |
| Két túsz között                              | Metro                                       | Thomas Carter                 | Buena Vista                   |       |
| Kíméletlen kaméleon                          | The Pest                                    | Paul Miller                   | Sony / Columbia               |       |
| A kis hableány                               | The Little Mermaid                          | Ron Clements és John Musker   | Buena Vista                   |       |
| Kobakkeringő – Nyolc fej egy szatyorban      | 8 Heads in a Duffel Bag                     | Tom Schulman                  | Orion Pictures                |       |
| Kulcsjátékos                                 | The 6th Man                                 | Randall Miller                | Buena Vista                   |       |
| Kull, a hódító                               | Kull the Conqueror                          | John Nicolella                | Universal Pictures            |       |
| Különösen veszélyes                          | Most Wanted                                 | David Hogan                   | New Line Cinema               |       |
| Lángelmék                                    | Masterminds                                 | Roger Christian               | Sony / Columbia               |       |
| Légörvény                                    | Turbulence                                  | Robert Butler                 | Metro-Goldwyn-Mayer           |       |
| Lesz ez még így se                           | As Good as It Gets                          | James L. Brooks               | Sony / Columbia               |       |
| Love Jones                                   | Love Jones                                  | Theodore Witcher              | New Line Cinema               |       |
| A macskák nem táncolnak                      | Cats Don't Dance                            | Mark Dindal                   | Warner Bros.                  |       |
| Majomszeretet                                | Buddy                                       | Caroline Thompson             | Sony / Columbia               |       |
| A mama főztje                                | Soul Food                                   | George Tillman Jr.            | 20th Century Fox              |       |
| Manhattanre leszáll az éj                    | Night Falls on Manhattan                    | Sidney Lumet                  | Paramount Pictures            |       |
| Mars a Marsra!                               | RocketMan                                   | Stuart Gillard                | Buena Vista                   |       |
| McHale hadserege                             | McHale's Navy                               | Bryan Spicer                  | Universal Pictures            |       |
| Meglesni és megszeretni                      | Addicted to Love                            | Griffin Dunne                 | Warner Bros.                  |       |
| Men in Black – Sötét zsaruk                  | Men in Black                                | Barry Sonnenfeld              | Sony / Columbia               |       |
| Mimic – A júdás-faj                          | Mimic                                       | Guillermo del Toro            | Miramax Films                 |       |
| Mint-a-kép                                   | Picture Perfect                             | Glenn Gordon Caron            | 20th Century Fox              |       |
| Mortal Kombat II.: A második menet           | Mortal Kombat: Annihilation                 | John R. Leonetti              | New Line Cinema               |       |
| Mr. Magoo                                    | Mr. Magoo                                   | Stanley Tong                  | Buena Vista                   |       |
| Nekem 8                                      | Nothing to Lose                             | Steve Oedekerk                | Buena Vista                   |       |
| Ne légy barom! 4.                            | How to Be a Player                          | Lionel C. Martin              | Gramercy Pictures             |       |
| Nyerő páros                                  | Double Team                                 | Hark Tsui                     | Sony / Columbia               |       |
| Otthon, véres otthon                         | Grosse Pointe Blank                         | George Armitage               | Buena Vista                   |       |
| Az ördög maga                                | The Devil's Own                             | Alan J. Pakula                | Sony / Columbia               |       |
| Az ördög ügyvédje                            | The Devil's Advocate                        | Taylor Hackford               | Warner Bros.                  |       |
| Öri-hari                                     | That Old Feeling                            | Carl Reiner                   | Universal Pictures            |       |
| Őrült város                                  | Mad City                                    | Costa-Gavras                  | Warner Bros.                  |       |
| Az őserdő hőse                               | George of the Jungle                        | Sam Weisman                   | Buena Vista                   |       |
| Összeesküvés-elmélet                         | Conspiracy Theory                           | Richard Donner                | Warner Bros.                  |       |
| Az ötödik elem                               | The Fifth Element                           | Luc Besson                    | Sony / Columbia               |       |
| Peacemaker                                   | The Peacemaker                              | Mimi Leder                    | DreamWorks Pictures           |       |
| Pénz beszél…                                 | Money Talks                                 | Brett Ratner                  | New Line Cinema               |       |
| Potyázók a portyán                           | Booty Call                                  | Jeff Pollack                  | Sony / Columbia               |       |
| Ramaty kamaty                                | Sprung                                      | Rusty Cundieff                | Trimark Pictures              |       |
| Reszkessetek, betörők! 3.                    | Home Alone 3                                | Raja Gosnell                  | 20th Century Fox              |       |
| Romy és Michele                              | Romy & Michelle's High School Reunion       | David Mirkin                  | Buena Vista                   |       |
| Rosewood, az égő város                       | Rosewood                                    | John Singleton                | Warner Bros.                  |       |
| A Sakál                                      | The Jackal                                  | Michael Caton-Jones           | Universal Pictures            |       |
| Segítség, elraboltam magam!                  | Excess Baggage                              | Marco Brambilla               | Sony / Columbia               |       |
| Sikoly 2.                                    | Scream 2                                    | Wes Craven                    | Dimension Films               |       |
| Spawn                                        | Spawn                                       | Mark A.Z. Dippé               | New Line Cinema               |       |
| Szabadítsátok ki Willyt! 3.: Mentőakció      | Free Willy 3: The Rescue                    | Sam Pillsbury                 | Warner Bros.                  |       |
| Szájkosaras kosaras                          | Air Bud                                     | Charles Martin Smith          | Buena Vista                   |       |
| Szegény embert az amish húzza                | For Richer or Poorer                        | Bryan Spicer                  | Universal Pictures            |       |
| A szépész és a szörnyeteg                    | The Beautician and the Beast                | Ken Kwapis                    | Paramount Pictures            |       |
| Szigorúan bizalmas                           | L.A. Confidential                           | Curtis Hanson                 | Warner Bros.                  |       |
| Szőr Austin Powers: Őfelsége titkolt ügynöke | Austin Powers: International Man of Mystery | Jay Roach                     | New Line Cinema               |       |
| A tao harcosai                               | Warriors of Virtue                          | Ronny Yu                      | Metro-Goldwyn-Mayer           |       |
| Tengerre, tata!                              | Out to Sea                                  | Martha Coolidge               | 20th Century Fox              |       |
| Titanic                                      | Titanic                                     | James Cameron                 | Paramount Pictures            |       |
| Tudom, mit tettél tavaly nyáron              | I Know What You Did Last Summer             | Jim Gillespie                 | Sony / Columbia               |       |
| Turbócsapat                                  | Turbo: A Power Rangers Movie                | Shuki Levy és David Winning   | 20th Century Fox              |       |
| Tűz a mélyben                                | Fire Down Below                             | Félix Enríquez Alcalá         | Warner Bros.                  |       |
| Tűzhányó                                     | Volcano                                     | Mick Jackson                  | 20th Century Fox              |       |
| Az utolsó belövés                            | Gridlock'd                                  | Vondie Curtis-Hall            | Gramercy Pictures             |       |
| Vad Amerika                                  | Wild America                                | William Dear                  | Warner Bros.                  |       |
| A vadon foglyai                              | The Edge                                    | Lee Tamahori                  | 20th Century Fox              |       |
| Vegasi vakáció                               | Vegas Vacation                              | Stephen Kessler               | Warner Bros.                  |       |
| Veszélyes vidék                              | Dangerous Ground                            | Darrell Roodt                 | New Line Cinema               |       |
| Vörös sarok                                  | Red Corner                                  | Jon Avnet                     | Metro-Goldwyn-Mayer           |       |

### További bemutatók
| Magyar cím                 | Eredeti cím                        | Rendező              | [ 8 ] |
| -------------------------- | ---------------------------------- | -------------------- | ----- |
| Agyament Harry             | Deconstructing Harry               | Woody Allen          |       |
| Angyali üzlet              | Borrowed Hearts: A Holiday Romance | Ted Kotcheff         |       |
| Anna Karenina              | Anna Karenina                      | Bernard Rose         |       |
| Az élet szép               | La vita è bella                    | Roberto Benigni      |       |
| A halál ára                | The Brave                          | Johnny Depp          |       |
| Játék és szenvedély        | Oscar and Lucinda                  | Gillian Armstrong    |       |
| Képtelen képregény         | Chasing Amy                        | Kevin Smith          |       |
| A kígyó csókja             | The Serpent's Kiss                 | Philippe Rousselot   |       |
| A kocka                    | Cube                               | Vincenzo Natali      |       |
| Lost Highway – Útvesztőben | Lost Highway                       | David Lynch          |       |
| Megfestett rémálom         | Below Utopia                       | Kurt Voss            |       |
| Oscar Wilde szerelmei      | Wilde                              | Brian Gilbert        |       |
| Spermafióka                | Orgazmo                            | Trey Parker          |       |
| Törökfürdő                 | Hamam                              | Ferzan Özpetek       |       |
| A vadon hercegnője         | Mononoke-hime                      | Mijazaki Hajao       |       |
| Welcome to Sarajevo        | Welcome to Sarajevo                | Michael Winterbottom |       |

## Díjak, fesztiválok
- 69. Oscar-gála (március 24.)
  - Legjobb film: Az angol beteg, rendezte Anthony Minghella
  - Legjobb rendező: Anthony Minghella, Az angol beteg
  - Legjobb férfi főszereplő: Geoffrey Rush, Ragyogj!
  - Legjobb női főszereplő: Frances McDormand, Fargo
  - Külföldi film: Kolja
- 22. César-gála (február 8.)
  - Legjobb film: Rizsporos intrikák, rendezte Patrice Leconte
  - Legjobb rendező: Patrice Leconte, Rizsporos intrikák és Bertrand Tavernier, Conan kapitány (holtverseny)
  - Legjobb színész: Philippe Torreton, Conan Kapitány
  - Legjobb színésznő: Fanny Ardant, Édes őrültség
  - Legjobb külföldi film: Hullámtörés, rendezte Lars von Trier
- 1997-es cannes-i filmfesztivál (május 7–18)
  - Arany Pálma: Angolna, rendezte: Imamura Sóhei
  - A zsűri nagydíja: Eljövendő szép napok, Atom Egoyan
  - rendező:Wong Kar-wai, Édeskettes
  - Férfi főszereplő: Sean Penn, Életem szerelme
  - Női főszereplő: Kathy Burke, Nem lenyelni
- Velencei Nemzetközi Filmfesztivál (augusztus 30-szeptember 10)
  - Arany Oroszlán: Tűzvirágok, Kitano Takesi
  - Férfi főszereplő: Wesley Snipes, Egyéjszakás kaland
  - Női főszereplő: Robin Tunney, Niagara, Niagara
  - A zsűri különdíja: Ovosodo, rendezte: Paolo Virzi
- Berlini Nemzetközi Filmfesztivál (február 13–24)
  - Arany Medve: Larry Flynt, a provokátor, rendezte: Miloŝ Forman
  - Ezüst Medve: A folyó, rendezte: Caj Ming-liang
  - rendező: Eric heumann, Port Djema
  - Férfi főszereplő: Leonardo DiCaprio, Rómeó és Júlia
  - Női főszereplő: Juliette Binoche, Az angol beteg
- 1997-es Magyar Filmszemle

## Halálozások
- január 10. – Sheldon Leonard, producer, színész, rendező (* 1907)
- január 18. – Diana Lewis, színésznő (* 1919)
- január 20. – Hiram Keller, színész (* 1944)
- február 11. – Don Porter, színész (* 1912)
- március 8. – Alexander Salkind, filmproducer (* 1921)
- március 15. – Gail Davis, színésznő (* 1925)
- május 1. – Bo Widerberg – svéd filmrendező (* 1930)
- május 5. – Walter Gotell, színész (* 1924)
- május 9. – Marco Ferreri, olasz filmrendező (* 1928)
- június 14. – Richard Jaeckel, színész (* 1926)
- június 30. – Benkő Gyula, színész (* 1918)
- július 1. – Robert Mitchum, színész (* 1917)
- július 2. – James Stewart, színész (* 1908)
- július 23. – David Warbeck angol, olasz színész (* 1941)
- augusztus 27. – Brandon Tartikoff, studio executive producer (* 1949)
- szeptember 6. – Zsurzs Éva, filmrendező (* 1925)
- szeptember 9. – Burgess Meredith, színész (* 1907)
- szeptember 17. – Red Skelton, színész (* 1913)
- szeptember 21. – Jennifer Holt, színésznő (* 1920)
- október 12. – John Denver, énekes, színész (* 1943)
- október 30. – Samuel Fuller, forgatókönyvíró (* 1912)
- december 18. – Chris Farley, komédiás, színész (* 1964)
- december 24. – Mifune Tosiró, színész (* 1920)
- december 31. – Billie Dove, színésznő (* 1903)